# اچ‌ام‌اس بدگر (۱۹۱۱)
اچ‌ام‌اس بدگر (۱۹۱۱) (به انگلیسی: HMS Badger (1911)) یک کشتی بود که طول آن ۷۵ متر (۲۴۶ فوت) بود. این کشتی در سال ۱۹۱۱ ساخته شد.